# Sigmatomera occulta
Sigmatomera occulta är en tvåvingeart som beskrevs av Alexander 1914. Sigmatomera occulta ingår i släktet Sigmatomera och familjen småharkrankar. Inga underarter finns listade i Catalogue of Life.